# Wittigkofen

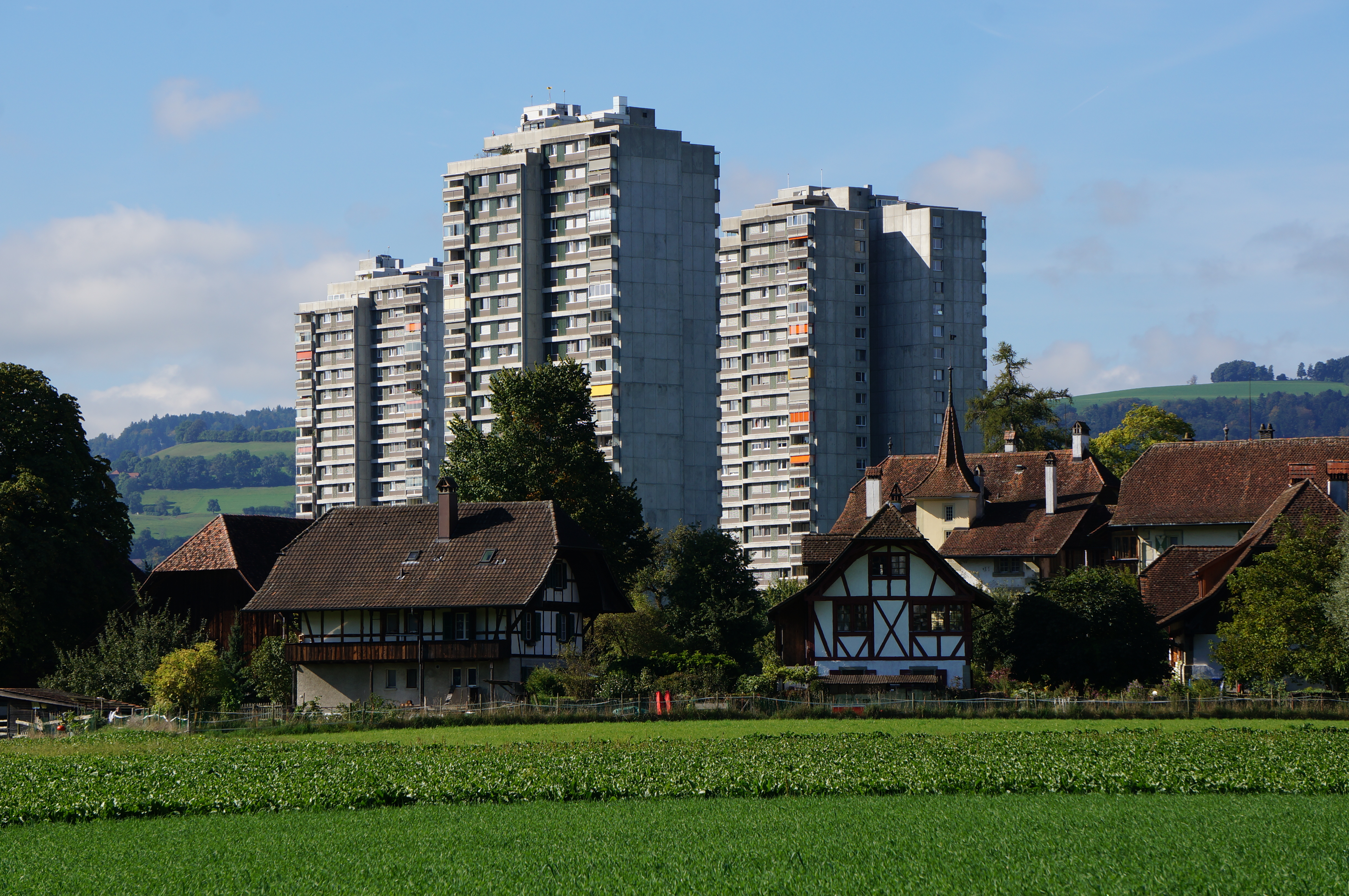
Schloss Wittigkofen mit Wohnbebauung im Hintergrund

Wittigkofen (auch: Wittigkofe) ist ein Quartier der Stadt Bern. Es gehört zu den 2011 bernweit festgelegten 114 gebräuchlichen Quartieren und liegt im Stadtteil IV Kirchenfeld-Schosshalde, dort im statistischen Bezirk Murifeld. Es grenzt an die gebräuchlichen Quartiere Weltpost, Murifeld, Sonnenhof, Schöngrün/Vermont, Merzenacker und Solacher/Melchenbühl. Im Osten bildet es die Stadtgrenze zu Muri. Im Norden befindet sich das Schloss Wittigkofen, welches zum Namensgeber des Quartiers wurde.
Im Jahr 2022 lebten im Quartier 2659 Personen, davon 1857 Schweizer und 802 Ausländer.
Die Grossüberbauung Wittigkofen mit je fünf Punkthäusern und Kettenbauten wurde nach den Überbauungen im Westen in Angriff genommen. Die Planung wurde bei der Expo 64 in Lausanne als vorbildlich bewertet. Der Architekt Otto Senn wurde mit der Projektierung beauftragt, die Architekten Thormann und Nussli Bern waren mit der Ausführung beauftragt.
Ursprünglich sollten in mehreren Quartieren (Wittigkofen, Thoracker, Hinteres Melchenbühl,  Sollacker) Wohnraum für bis zu 24'000 Menschen, ein Hotel mit 800 Betten, ein Kongresszentrum, ein riesiges Einkaufszentrum  mit über 4'000 Parkplätzen und ein Autobahnanschluss gebaut werden. Nach der Ölkrise 1973 und der folgenden Abschwächung der Wirtschaft wurde das Projekt an der Urne abgelehnt und nur das Projekt der 1. Etappe «Oberes Murifeld» am 28. Juli 1970 angenommen. 1972 war Baubeginn, im August 1973 konnten erste  Wohnungen bezogen werden, und 1980 war das Quartier im Wesentlichen fertiggestellt. 1258 Wohnungen standen um 2010 rund 2280 Bewohnern zur Verfügung. In einer Befragung 2010 wurde festgestellt, dass sich die Bewohner «ganz stark» mit ihrem Quartier identifizieren und sich in ihm wohlfühlen – besonders die Einkaufsmöglichkeiten und Grünflächen werden geschätzt. Der Name Saali, den heute noch die Endhaltestelle der Strassenbahnlinie 8 trägt, erinnert an das dort befindliche Saaligut, schon im 15. Jahrhundert wurde das wellige Gelände als Salermösli bezeichnet.
Die tilia Stiftung unterhält in Wittigkofen ein Pflegezentrum für 90 Bewohner und beschäftigt dort rund 170 Mitarbeiter.
Die Strassenbahnlinie 8 sorgt für eine gute Anbindung an das Zentrum.